# Щази
Министерството на държавната сигурност (на немски: Ministerium für Staatssicherheit), известно повече като Щази (Stasi – съкращение от името му), е най-голямата организация в Германската демократическа република, занимавала се с дейности по разузнаването и сигурността. Централата на Щази е в столицата Източен Берлин, като най-голямата мрежа от комплекси се намира в квартал Лихтенберг.

## История
Щази е създадено на 8 февруари 1950 г. с решение на Министерския съвет. Първият му началник е Вилхелм Цайсер, а негов заместник е Ерих Милке. Милке заема мястото на Цайсер през 1957 г., а Маркус Волф оглавява отдел „Чуждестранно разузнаване“ (Hauptverwaltung Aufklärung).
Щази следва модела на съветския НКВД, а наследникът му КГБ гледа на него като на изключително предан и ефективен партньор сред разузнавателните служби на страните от Организацията на Варшавския договор.
Оказва силно влияние върху почти всеки аспект от живота в ГДР. До средата на 1980-те години функционира мрежа от цивилни доносници, като в Западна Германия положението е същото. До рухването на Източна Германия през 1990 г. Щази има около 91 000 редовни служители и 300 000 доносници (за сравнение – в Гърция по същото време такива са около 200 000 души при 2 пъти по-малко население).
Щази следи източногерманските граждани за политически неправилно поведение, по което си прилича с дейностите, развивани преди от Гестапо. По време на „нежната революция“ от 1989 г. в бюрата на Щази нахлуват разгневени граждани, но преди това голямо количество компрометиращ материал е унищожен от офицерите на Щази. Останалите досиета могат да бъдат поискани за разглеждане.
След обединението на Германия става ясно, че Щази тайно е подпомагала леви терористични групировки като фракцията „Червена армия“. Важен фактор за разтурянето на тези групировки е загубата на подкрепата от Щази.

## Важни фигури
- Ерих Милке
- Маркус Волф
- Вилхелм Цайсер
- Ернст Волвебер